# Émile Flourens

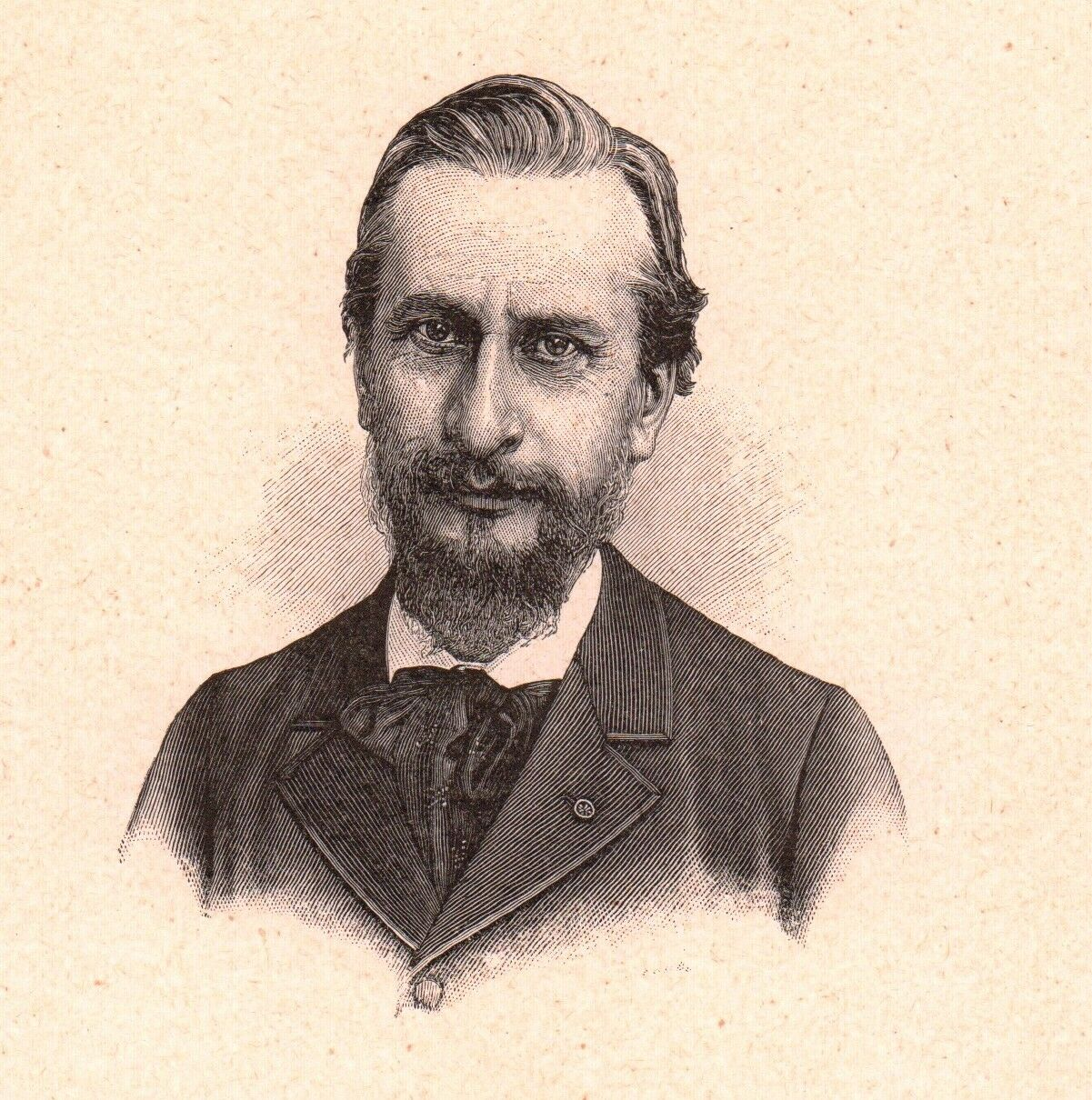
Emile Flourens

Émile Flourens (27 april 1841 - Parijs, 7 januari 1920) was een Frans politicus. De linkse jurist bracht het onder andere tot minister van Buitenlandse Zaken, een ambt dat hij uitoefende van 13 december 1886 tot 4 april 1888.
Hij was een zoon van de Franse arts Pierre Flourens. Zijn schoonvader was Michel Chevalier.
- Bibliothèque nationale de France: cb12510875m (data)
- Gemeinsame Normdatei: 1050465296
- International Standard Name Identifier: 0000 0001 1375 0183
- Library of Congress Control Number: nr90011337
- Base Léonore: LH//987/81
- Nationale Bibliotheek van Tsjechië: skuk0000403
- Nationale Bibliotheek van Israël: 987007293048505171
- Nederlandse Thesaurus van Auteursnamen: 115746978
- Système universitaire de documentation: 076147657
- Virtual International Authority File: 22248794
- WorldCat: E39PBJrm9txV6wVfpYwYbjGCQq